# Bradypus variegatus
Bradypus variegatus — вид трипалого лінивця, що зустрічається в лісах у неотропічному регіоні Центральної та Південної Америки (Болівія, Бразилія, Колумбія, Коста-Рика, Еквадор, Гондурас, Нікарагуа, Панама, Перу, Венесуела).

## Морфологічна характеристика
Загальна довжина тіла самців і самок становить від 42 до 80 см. Хвіст короткий, 2.5–9 см завдовжки. Дорослі особини важать від 2.25 до 6.3 кг, без істотної різниці в розмірах самців і самок. На кожній лапі є три пальці, які закінчуються довгими вигнутими кігтями, довжина яких на передніх лапах становить 7–8 см, а на задніх – 5–5.5 см. Голова округла, з тупим носом і малопомітними вухами. Як і в інших лінивців, у бурогорлого лінивця немає ні різців, ні ікл, а щічні зуби прості й схожі на кілочки. У них немає жовчного міхура, сліпої кишки або апендикса. Бурогорлий лінивець має хутро на тілі від сірувато-коричневого до бежевого кольору, з більш темно-коричневим хутром на горлі, боках обличчя та на лобі. Обличчя, як правило, блідого кольору, під очима проходить смужка дуже темного хутра. Захисні волоски дуже грубі та жорсткі та покривають набагато м'якший шар щільного підшерстя..

## Спосіб життя
Бурогорлі лінивці сплять від 15 до 18 годин щодня і активні лише короткі періоди часу, які можуть бути як вдень, так і вночі. Хоча вони можуть ходити по землі і навіть плавати, вони проводять більшу частину свого життя на високих гілках дерев, спускаючись приблизно раз на вісім днів, щоб справити нужду в ґрунт. Великі, вигнуті кігті та м’язи, спеціально пристосовані для сили та витривалості, допомагають їм міцно тримати гілки дерев. Дорослі тварини живуть поодинці, за винятком випадків, коли вирощують дитинча, і спостерігали, як самці борються один з одним, використовуючи передні кігті.
Бурогорлі лінивці живуть у високих кронах лісу, де вони їдять молоде листя з широкого спектру різних дерев (головним чином з роду Cecropia), а також квіти та плоди. Вони не подорожують далеко, з ареалами проживання лише приблизно від 0,5 до 9 га, залежно від місцевого середовища. У межах типового ареалу площею 5 гектарів бурогорлий лінивець відвідує близько 40 дерев і може спеціалізуватися на одному конкретному виді, навіть проводячи до 20% свого часу на одному конкретному дереві. Хоча вони отримують більшу частину рідини з листя, яке вони їдять, бурогорлих лінивців спостерігали, як п’ють прямо з річок.

## Життєвий цикл
Бурогорлі лінивці мають полігінну систему парування. Дослідження бурогорлого лінивця показують, що спарювання найчастіше відбувається між січнем і березнем принаймні в північних частинах його ареалу, але в інших місцях це може відрізнятися. Вагітність триває щонайменше сім місяців, і єдине дитинча народжується повністю покритим шерстю та кігтями. Молоді лінивці чіпляються за груди матері протягом п’яти місяців або більше, навіть якщо їх повністю відлучають лише через чотири-п’ять тижнів.

## Використання
У Бразилії, особливо в північно-східному регіоні та в Амазонці, а також у Колумбії на звичайного лінивця полюють і продають його на громадських ринках як їжу, ліки та як домашню тварину. Здається, незаконна торгівля цим видом зростає в Болівії, де його продають як домашніх тварин або виставляють у приватних садах. Здається, це звичайна практика, хоча тримати диких тварин як домашніх тварин заборонено. У кількох туристичних місцях B. variegatus використовується місцевими жителями для розваги відвідувачів.